# Пирния, Хасан
Хасан Пирния (перс. حسن پیرنیا‎) — политический и государственный деятель Ирана. Дважды занимал должность премьер-министра Ирана во время правления Султана Ахмад-шаха.

## Биография
Родился в 1872 году в иранском городе Наине. Хасан Пирния был старшим сыном Мирзы Насруллы Хана который занимал должность премьер-министра Персии при Мозафереддин-шахе Каджаре. Хасан Пирния окончил школу в Российской империи и свободно говорил по-французски, затем изучал право в высшем учебном заведении России. В 1902 году был назначен на должность посла Ирана в России. Вернувшись в Иран он поддержал Конституционную революцию. Хасан Пирния принял участие в подготовке Конституции Ирана 1906 года, переведя несколько европейских конституций на персидский язык.
В январе 1922 года Хасан Пирния стал премьер-министром Ирана, но уже в июне этого же года был вынужден подать в отставку из-за разногласий с руководством страны по размеру оборонного бюджета Ирана. В июне 1923 года он стал премьер-министром во второй раз. В октябре 1923 года внутренняя нестабильность Ирана, а также серьёзный конфликт с министром обороны, вынудили Хасана Пирнию подать в отставку. В 1935 году скончался в Тегеране.